# Forchbahn AG
Pour la ligne de chemin de fer, voir Forchbahn.

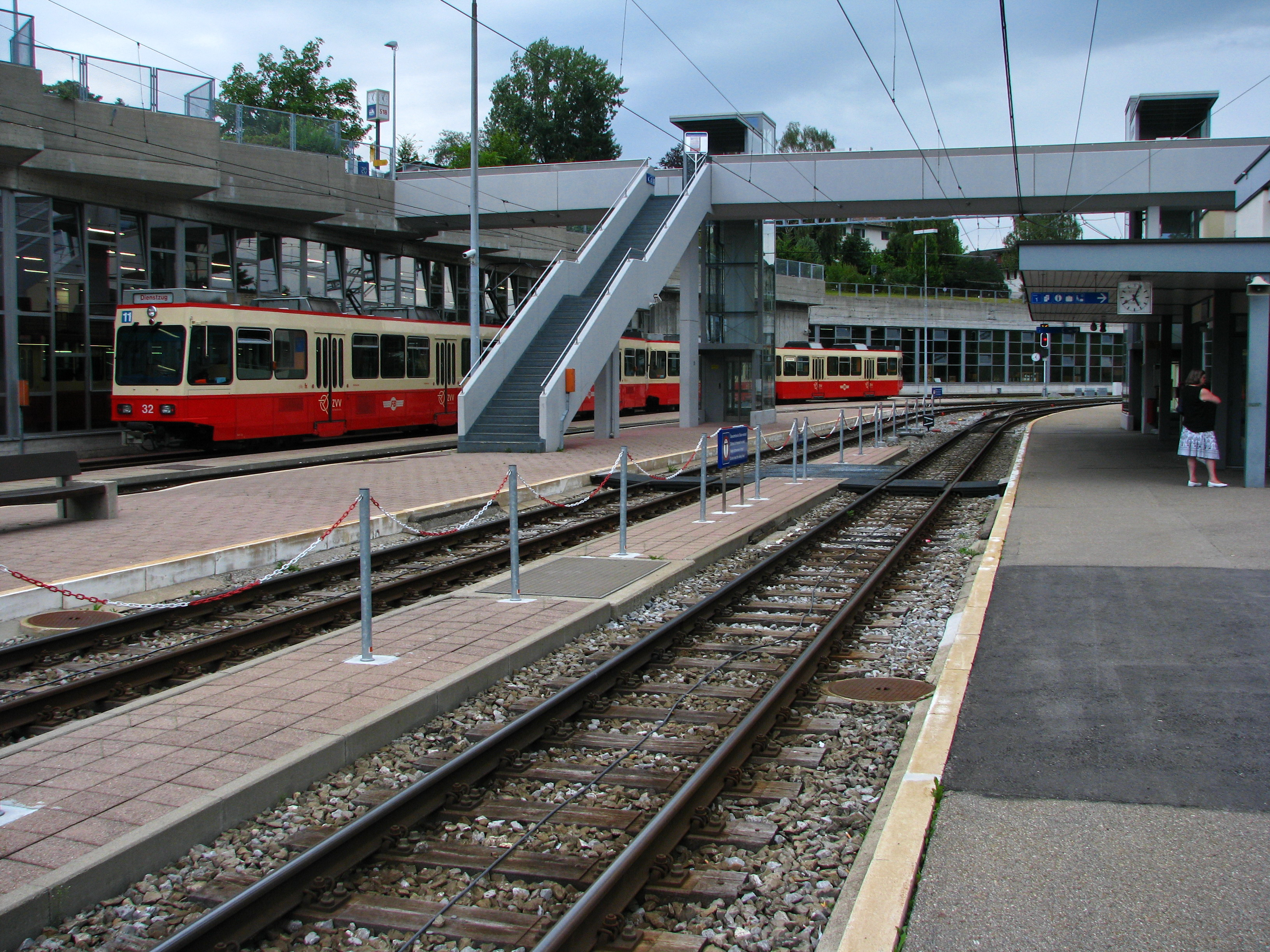
Gare et dépôt de Forch

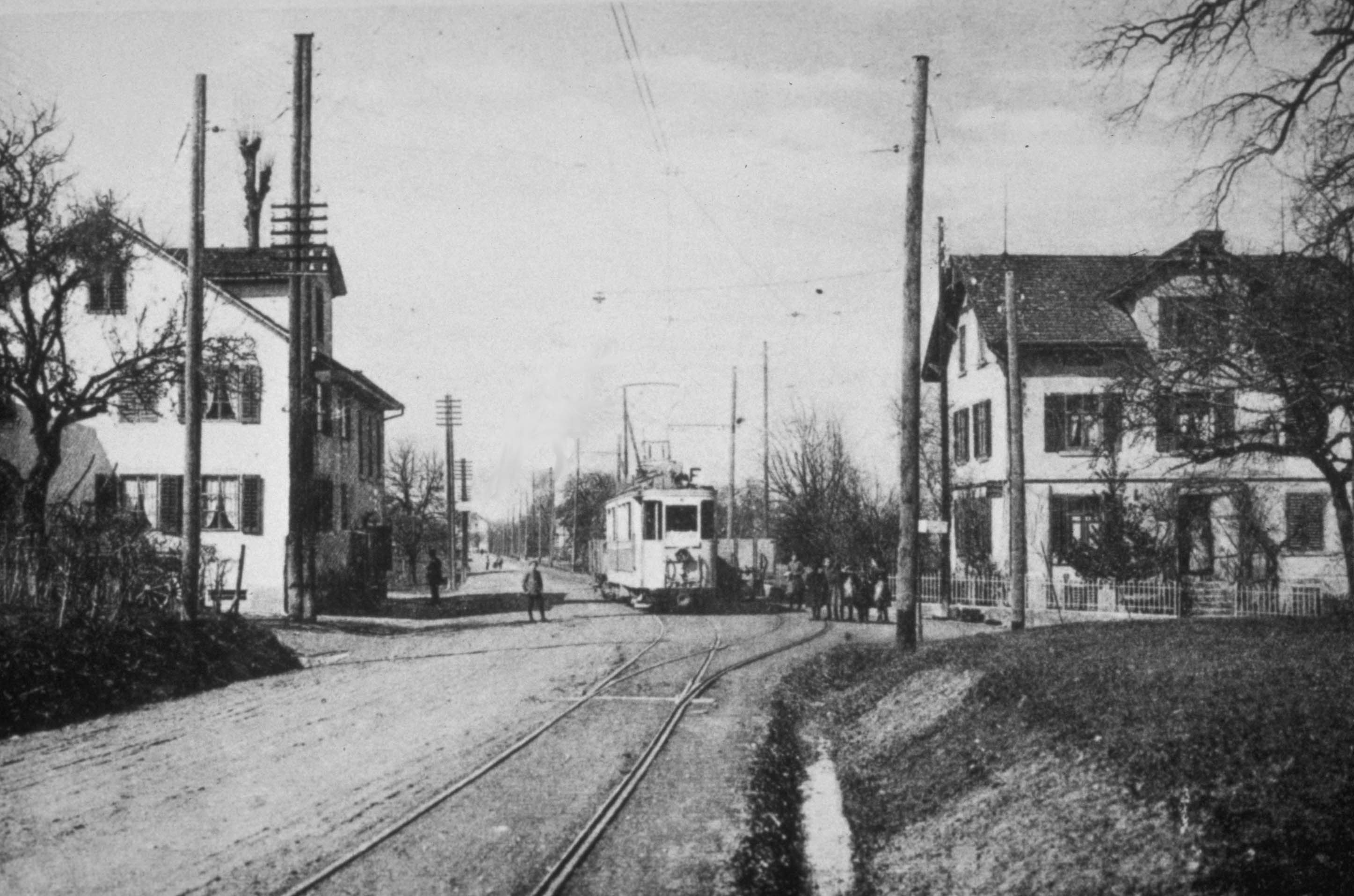
Le Forchbahn en 1915 à Zollikerberg

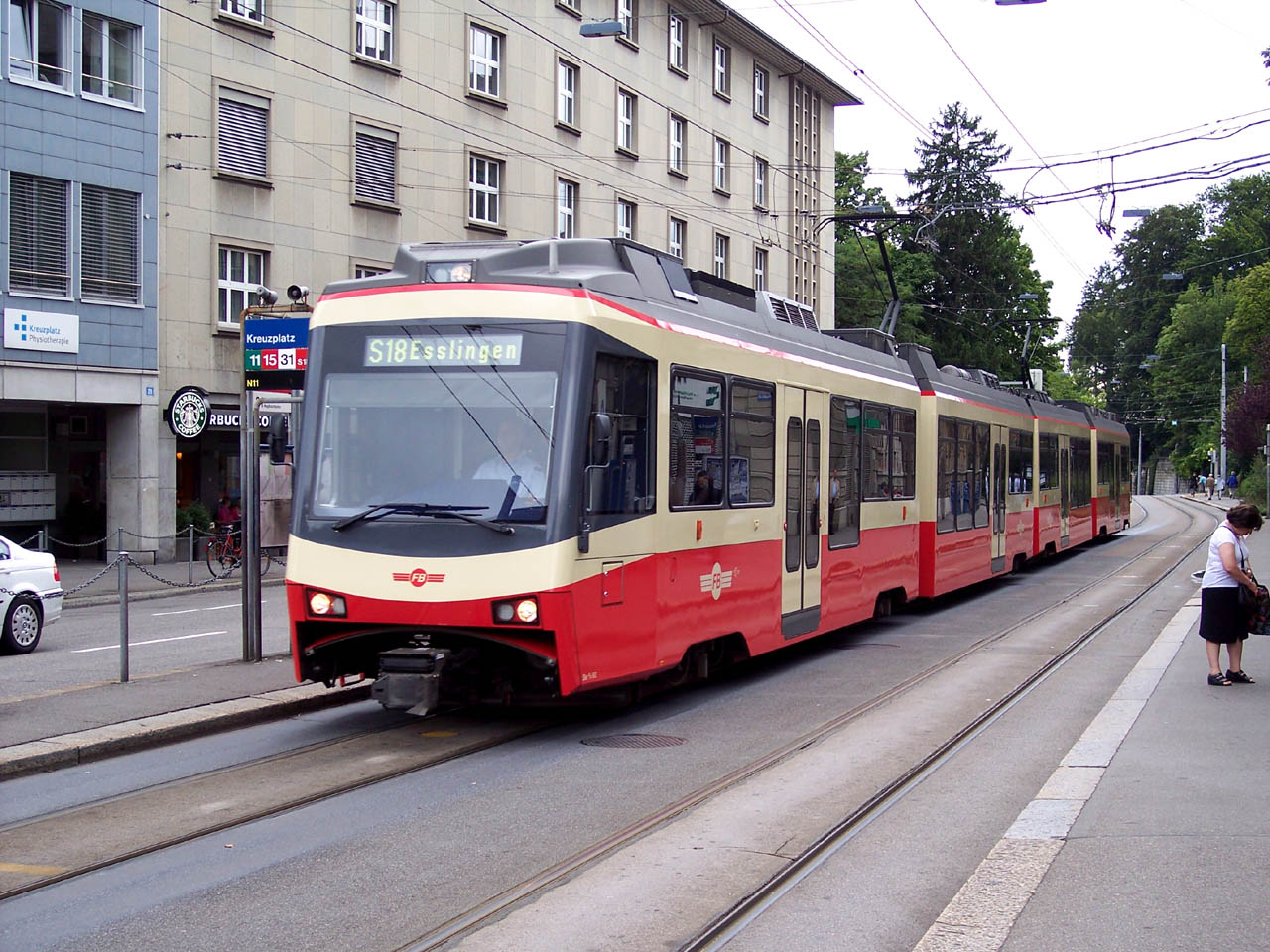
Une composition du Forchbahn

Le Forchbahn (FB) est une entreprise ferroviaire suisse dont la ligne de 16,6 km, est à voie métrique, conduisant de la gare de Zurich Stadelhofen vers Forch (689 m), lieu d'excursion des Zurichois, en passant par le Zollikerberg.

## Historique
La ligne fut ouverte à l'exploitation le 29 novembre 1912 en remplacement d'une ligne d'autobus et électrifiée dès le début 1200 volts, courant continu. À l'époque le parcours de 16.6 km était effectué en 67 minutes. Actuellement, il n'est plus que de 35 minutes. Dès le début, l'exploitation fut assurée par les tramways zurichois et en 1990, elle fut rattachée à l'organisation cantonale de transports publics appelée Zürcher Verkehrsverbund (ZVV), ligne S18. En 1955, une votation cantonale approuvait une participation de l'État à l'augmentation du capital et des travaux d'assainissement furent entrepris dont le déplacement de la ligne en souterrain dans le secteur de Zumikon, la mise en site propre et à double voie sur une grande partie du parcours.

## Projets
Des investissements majeurs sont prévus ces prochaines années. À la suite de la loi sur l'égalité des chances pour les personnes handicapées (LHand), la compagnie doit convertir tous les arrêts de la ligne, hauteur et largeur des quais. Le tunnel de Zumikon, inauguré en 1976, sera rénové et une partie de l'infrastructure ferroviaire qui a atteint sa durée de vie est à remplacer. Le système de signalisation et de contrôle doit également être modernisé. L'augmentation du nombre de passagers et la fin de cycle de vie d'une partie du matériel roulant, oblige la compagnie à commander huit nouveaux véhicules, à plancher surbaissé, pour un coût estimé à 95 millions de francs. La Forchbahn veut construire un nouveau centre de maintenance pour environ 50 millions de francs, dans la région de Stadelhofen et Esslingen. Entre les arrêts Neue Forch et Forch (sauf pour le tunnel de Forch), les 800 mètres seront mis à double voies. Les travaux du tunnel de Zumikon devraient être terminés en 2024. La société va pareillement augmenter la protection de trois passages à niveau.

## Matériel roulant
Une part importante du matériel roulant a atteint la limite d'utilisation, dont six Be 8/8 n° 21/22 à 31/32, construite entre 1976 et 1986. Il y a aussi huit Be 4/4 n° 51 à 58 de 1994, ainsi que quatre remorques BT n° 61 à 73, construite entre 2004 et 2006 par Stadler Rail et qui seront rénovées. Les Trams 2000 arrivent aussi en fin de service. Les contrats pour les nouvelles rames seront attribués en 2024.